# Aire urbaine d'Arras
L'aire urbaine d'Arras est une aire urbaine française centrée sur la ville d'Arras.

L'aire urbaine d'Arras dans le Nord-Pas-de-Calais

## Caractéristiques
D'après la définition qu'en donne l'INSEE, l'aire urbaine d'Arras est composée de 112 communes, situées dans le Pas-de-Calais. Ses 124 206 habitants font d'elle la 59e aire urbaine de France.
14 communes de l'aire urbaine sont des pôles urbains.
Le tableau suivant détaille la répartition de l'aire urbaine sur le département (les pourcentages s'entendent en proportion du département) :
| Département   | Communes | Communes (%) | Superficie (km²) | Superficie (%) | Population (1999) | Population (%) |
| ------------- | -------- | ------------ | ---------------- | -------------- | ----------------- | -------------- |
| Pas-de-Calais | 112      | 12,5         | 673,42           | 10,1           | 124 206           | 8,6            |